# Dioclea dichrona
Dioclea dichrona är en ärtväxtart som först beskrevs av James Francis Macbride, och fick sitt nu gällande namn av James Francis Macbride. Dioclea dichrona ingår i släktet Dioclea och familjen ärtväxter. Inga underarter finns listade i Catalogue of Life.